# 21st Century Schizoid Man
"21st Century Schizoid Man" ou (21st Century Schizoid Man - Including "Mirrors") é uma canção anti-guerra da banda de rock progressivo King Crimson de seu álbum de estreia de 1969, In the Court of the Crimson King. É frequentemente considerada a música mais característica do grupo, ela foi descrita por fontes como a Rolling Stone como: "uma declaração de propósito de sete minutos e meio: poder do rock, espontaneidade do jazz e precisão clássica a serviço de um interesse comum em mirar."

## Conteúdo Lírico
A letra de "21st Century Schizoid Man" foi escrita por Peter Sinfield e consiste principalmente em frases desconexas que apresentam uma série de imagens. Todos os três versículos seguem um padrão definido na apresentação dessas imagens. A canção critica a Guerra do Vietnã com o verso - "Politicians' funeral pyre/Innocence raped with napalm fire" ("Pira funerária de políticos/Inocente estuprado com o fogo do napalm").  O verso - "Cat's foot, iron claw" ("Pé de gato, garra de ferro") é uma referência à fábula francesa O Macaco e o Gato, enquanto "death seed" ("semente da morte") no verso final faz alusão ao que Sinfield chama de "colheita de coisas ruins" provocada pelo Agente Laranja. A segunda linha é uma única imagem, muitas vezes mais específica do que as duas primeiras, e a terceira linha aborda uma frase real. A quarta e última linha de cada verso é o título da música.
Antes de uma apresentação ao vivo da música em 15 de dezembro de 1969, ouvida no álbum ao vivo Epitaph, Robert Fripp observou que a música foi dedicada a "uma personalidade política americana que todos nós conhecemos e amamos muito. O nome dele é Spiro Agnew."  

Pata de gato, garra de ferro

Neurocirurgiões gritam por mais

Na porta venenosa da paranoia

Homem esquizóide do século XXI

Porta-sangue, arame farpado

Pira Funerária dos políticos

Inocentes estuprados com fogo do napalm

Homem esquizóide do século XXI

Semente mortal, ganância de homens cegos

Poetas famintos, crianças sangrando

Nada do que ele tem ele realmente precisa

Homem esquizóide do século XXI

Peter Sinfield - Tradução Livre

## Estrutura
Com quase sete minutos e meio de duração, a música é notável por seus vocais fortemente distorcidos, cantados por Greg Lake, e sua seção intermediária instrumental, chamada de "Mirrors". A maior parte da música é em compasso 4/4 ou 6/4, exceto pelo final da música, que culmina em duas explosões de free jazz barulhento e abstrato inspirado na Duke Ellington Orchestra.  Fripp explicou seu solo de guitarra para a revista Guitar Player em 1974: 

"É tudo recolhido. A base da técnica de palhetada é atacar na batida e aumentar na batida. Então deve-se aprender a reverter isso. Em geral, usarei uma batida descendente na batida descendente, exceto quando desejo acentuar uma frase de uma maneira particular ou criar um certo tipo de tensão por meio de acentos confusos, caso em que posso começar uma corrida na batida ascendente."
A música abrange os gêneros heavy metal,   industrial, jazz fusion e rock progressivo,  e é considerada uma influência no desenvolvimento do metal progressivo.  O solo dissonante e quase atonal,  foi classificado como número 82 na lista da Guitar World dos 100 melhores solos de guitarra em 2008.  Louder Sound classificou o solo como o N° 56 em sua enquete "100 melhores solos de guitarra no rock". 

## Ficha Técnica
- Greg Lake – baixo, vocal
- Ian McDonald – saxofone alto
- Robert Fripp – guitarra elétrica
- Michael Giles – bateria
- Peter Sinfield - letra

## Sampling
Kanye West sampleou a música em "Power", de seu álbum de 2010 My Beautiful Dark Twisted Fantasy .  Em um processo de 2022 da Declan Colgan Music Ltd, os proprietários da licença mecânica da música alegaram que West a havia amostrado sem licença. 